# ستاره آمریکایی
ستاره آمریکایی (انگلیسی: American Star) یک فیلم دلهره‌آور محصول سال ۲۰۲۴ به کارگردانی گونسالو لوپس-گایگو، نویسندگی ناچو فائرنا، و تهیه‌کنندگی ایان مک‌شین و مایکل الیوت است. در این فیلم ایان مک‌شین، توماس کرچمان، نورا آرنزدر، آدام ناگایتیس، فنی اردان و اسکار کلمن بازی می‌کنند.
ستاره آمریکایی در ۲۶ ژانویه ۲۰۲۴ در ایالات متحده منتشر شد.

## داستان
ویلسون، قاتل قراردای ۸۱ ساله (ایان مک شین) که از زندگی خشونت‌آمیز خود خسته شده‌است، استراحت می‌کند و به فوئرته‌ونتورا می‌رود. غیبت هدف او را به یک تعطیلات آرام سوق می‌دهد، جایی که با گلوریا، یک متصدی بار دوست می‌شود و ارتباطات غیرمنتظره‌ای با ساکنان جزیره برقرار می‌کند. همان‌طور که ویلسون مراقب خود را ناامید می‌کند، بازگشت اجتناب‌ناپذیر به حرفه‌اش، این فاصله صلح‌آمیز را مختل می‌کند.

## تولید
فیلمبرداری برای فیلم در جزایر قناری انجام شد. در ۱۲ دسامبر ۲۰۲۳، تریلر فیلم توسط آی‌اف‌سی فیلمز منتشر شد.

## انتشار
ستاره آمریکایی در ۱۸ ژانویه ۲۰۲۴ در شهر نیویورک به نمایش درآمد. در ۲۶ ژانویه ۲۰۲۴ در ایالات متحده منتشر شد. قرار است در ۲۳ فوریه ۲۰۲۴ در بریتانیا منتشر شود.

## بازخوردها
در وبسایت جمع‌آوری نقد راتن تومیتوز ۷۵ درصد از ۲۴ نقد منتقد مثبت هستند، با میانگین امتیاز ۶.۸ از ۱۰ هست. در متاکریتیک که از میانگین وزنی استفاده می‌کند، بر اساس ۸ منتقد، امتیاز ۶۸ از ۱۰۰ را به فیلم اختصاص داد که نشان‌دهنده نقدهای «عموماً مطلوب» است.
مت زولر سیتس از راجرایبرت.کام به این فیلم امتیاز ۳ از ۴ ستاره داد و آن را «فیلمی به شکلی غیرمعمول هوشمند و هدفمند که چیز زیادی نمی‌گوید اما پر از احساس است» دانست.